# Takeshi Okada
Takeshi Okada (gia. 岡田 武史; Osaka, 25 agosto 1956) è un ex calciatore e allenatore di calcio giapponese di ruolo difensore, attuale proprietario dell'Imabari.
Della selezione del suo Paese fece parte anche come giocatore, totalizzando 24 partite e un gol tra il 1980 e il 1985. Ha già allenato il Giappone tra il 1997 e il 1998, guidandolo nel campionato del mondo 1998 in Francia. A livello di club ha seduto sulle panchine di  Consadole Sapporo (1999-2001) e Yokohama F. Marinos (2003-2006).
Nel dicembre 2007 ha sostituito alla guida della Nazionale giapponese Ivica Osim, colpito da ictus.

## Palmarès

### Calciatore
- Campionato d'Asia per club: 1

Furukawa Electric: 1986

### Allenatore
- Campionati giapponesi: 2

Yokohama F Marinos: 2003, 2004
- Allenatore dell'anno della J League: 2

2003, 2004